# Joseph Wu Shizhen
Joseph Wu Shizhen, né le 19 janvier 1921 à Fuzhou (Jiangxi) et mort le 25 août 2014 à Nanchang (Jiangxi), est un archevêque catholique chinois.

## Biographie
Issu d'une famille catholique, il entre au séminaire en 1933 et est ordonné prêtre en 1949 par l'évêque de Yujiang, Mgr William Charles Quinn.
Après son ordination, il retourne dans son village d'origine et se consacre à la pratique de la médecine traditionnelle chinoise. Il dispense un service d'assistance médicale dans différents hôpitaux du comté de Linchuan. 
En 1982, il reprend son ministère pastoral au sein des communautés catholiques de son diocèse, malgré les difficultés. Il répare et rouvre plusieurs églises et assure la formation spirituelle des séminaristes et des religieuses.